# Leo Vrkas
Leo Vrkas (* 2. Juni 1991) ist ein deutscher Basketballspieler kroatischer Abstammung.

## Laufbahn
Vrkas, Sohn des kroatischen Basketballtrainers Edo Vrkas und Enkel des früheren Fußballtrainers Ante Bušelić (ehemals Nationaltrainer Sambias), spielte in der Jugend bei Jahn München und ab 2007 in der Herrenmannschaft des SV Germering in der zweiten Regionalliga. 2010 wechselte er zur BG Leitershofen/Stadtbergen in die 2. Bundesliga ProB und erreichte im Frühjahr 2011 mit dem Verein das ProB-Finale.
2011/12 folgte ein erster Abstecher in die USA, im Anschluss an die Rückkehr nach Deutschland mit Halt bei den Giants Nördlingen in der ProB ging Vrkas abermals in die Vereinigten Staaten. 2015/16 war er wieder in Nördlingen in der ProB aktiv, zur Saison 2016/17 wechselte er zum ETB Essen, musste mit der Mannschaft jedoch den Abstieg aus der ProA hinnehmen.
Im Juli 2017 wurde er von der zweiten Mannschaft der Gießen 46ers verpflichtet, die in ihrer Premierensaison 2017/18 in der 2. Bundesliga ProB in den Wettkampf gingen. Dort lief er im Spieljahr 2017/18 in 27 Partien auf und erzielte im Schnitt 2,6 Zähler je Begegnung. Nach einer Saison endete seine Gießener Zeit. Nachdem er aus Verletzungsgründen hatte pausieren müssen, schloss er sich zu Jahresbeginn 2019 den Scanplus Baskets Elchingen (2. Bundesliga ProB) an. Zur Saison 2019/20 ging er zur zweiten Mannschaft der Crailsheim Merlins (1. Regionalliga).
Später spielte er für die BG Illertal, mit der er 2024 als Meister der Bayernliga in die 2. Regionalliga aufstieg.